# 国際連合安全保障理事会決議195
国際連合安全保障理事会決議195（こくさいれんごうあんぜんほしょうりじかいけつぎ195、英語: United Nations Security Council Resolution 195、UNSCR195）は、1964年10月9日に国際連合安全保障理事会で全会一致で採択された決議である。マラウイの国連加盟申請を検討し、同国の加盟承認を総会に勧告した。